# Elena Tagliabue
Elena Tagliabue (Edolo, 12 dicembre 1977) è un'ex sciatrice alpina italiana.

## Biografia
Originaria di Ponte di Legno, la Tagliabue ai Mondiali juniores di Hoch-Ybrig 1996 terminò 8ª nella discesa libera, 20ª nello slalom speciale e non concluse il supergigante; debuttò in Coppa del Mondo il 30 novembre dello stesso anno a Lake Louise in discesa libera (38ª), mentre in Coppa Europa conquistò le sue uniche vittorie, nonché primi podi, a Tignes il 9 e il 10 gennaio 1997, rispettivamente in discesa libera e in supergigante. Ai Mondiali di Vail/Beaver Creek 1999, sua unica partecipazione iridata, chiuse 24ª nella discesa libera; il 27 febbraio 2000 ottenne il suo miglior risultato in Coppa del Mondo, il 5º posto nel supergigante di Innsbruck.
A 24 anni prese parte ai XIX Giochi olimpici invernali di Salt Lake City 2002, sua unica presenza olimpica, arrivando 19ª nella combinata con il tempo di 2:53,96. Il 3 febbraio 2004 conquistò l'ultimo podio in Coppa Europa, a Bardonecchia in supergigante (3ª), e il 21 febbraio successivo prese per l'ultima volta il via in Coppa del Mondo, a Åre in supergigante senza completare la prova. Si ritirò dall'attività agonistica al termine di quella stessa stagione 2003-2004, a 26 anni, e la sua ultima gara fu la discesa libera dei Campionati italiani 2004, disputata il 27 marzo a Caspoggio e chiusa dalla Tagliabue all'8º posto.

### Altre attività
Dopo il ritiro è diventata maestra di sci.

## Palmarès

### Coppa del Mondo
- Miglior piazzamento in classifica generale: 62ª nel 2002

### Coppa Europa
- Miglior piazzamento in classifica generale: 6ª nel 1997
- 6 podi:
  - 2 vittorie
  - 2 secondi posti
  - 2 terzi posti

#### Coppa Europa - vittorie
| Data            | Località | Paese   | Specialità |
| --------------- | -------- | ------- | ---------- |
| 9 gennaio 1997  | Tignes   | Francia | DH         |
| 10 gennaio 1997 | Tignes   | Francia | SH         |

Legenda:

DH = discesa libera

SG = supergigante